# Common Voice
Common Voice는 Mozilla가 음성 인식 소프트웨어를 위한 무료 데이터베이스를 만들기 위해 시작한 크라우드 소싱 프로젝트로 마이크로 샘플 문장을 녹음하고 다른 사용자의 녹음을 검토하는 자원 봉사자들이 기여함으로써 프로젝트가 진행되고 있다. 이렇게 번역 된 문장은 공개 도메인 라이센스 CC0에 따라 사용 가능한 음성 데이터베이스에 수집되며 오픈소스의 라이선스는 MPL2.0을 따르고 있다. 이 라이센스는 개발자가 데이터베이스를 음성 또는 텍스트 응용 프로그램에 제한없이 사용할 수 있도록 해준다.
Common Voice는 Amazon Echo, Siri 또는 Google Assistant와 같은 대기업의 언어 도우미에 대응하기 위해 만들어졌다.

## 목표
Common Voice는 다양한 음성 샘플을 제공하는 것을 목표로한다. Mozilla의 Katharina Borchert에 따르면 기존의 많은 프로젝트는 공용 라디오에서 데이터 세트를 가져 왔거나 그렇지 않은 경우에는 발음이 좋은 사람들의 데이터가 적었다.

## 음성 데이터베이스
English Common Voice 데이터베이스는 LibriSpeech 다음으로 자유롭게 액세스 할 수 있는 두 번째로 큰 음성 데이터베이스다. 2017년 11월 29일에 첫 번째 데이터가 게시 될 당시 전 세계 20,000 명 이상의 사용자가 400,000 개의 유효 문장을 등록했으며 총 길이는 500 시간이다.
2019년 2월, 첫 번째 언어 배치가 출시되었다. 여기에는 18 개 언어 ( 영어, 프랑스어, 독일어 및 중국어)가 포함되어 있지만 웨일스어 및 카빌어와 같이 널리 사용되지 않는 언어도 있다. 여기에는 총 42,000 명 이상의 기부자로부터 약 1,400 시간의 녹음 된 음성 데이터가 포함되었다.

## 같이 보기
- Forvo

## 참고 문헌
1. ↑  “Why do we gender AI? Voice tech firms move to be more inclusive”. 《The Guardian》. 2020년 1월 11일. 2020년 4월 19일에 확인함.
2. ↑  “Announcing the Initial Release of Mozilla’s Open Source Speech Recognition Model and Voice Dataset”. 《blog mozilla.org》. 2017년 11월 29일.
3. ↑  “Mozilla updates Common Voice dataset with 1,400 hours of speech across 18 languages”. 《VentureBeat》. 2019년 2월 28일.